# Trihalogenmethane
Trihalogenmethane (THM) sind organische Verbindungen, in denen im Methan genau drei Wasserstoffatome durch Halogene ersetzt sind. Trihalogenmethane zählen zu den Halogenalkanen bzw. zur Untergruppe der Halogenmethane.
Nach den Nomenklaturempfehlungen der IUPAC ist der systematisch korrekte Name Trihalogenmethane. Haloforme ist ein Trivialname für die einfachen CHX3-Vertreter mit drei gleichen Halogenatomen.

## Vertreter
| Strukturformel |            |            |           |          |
| Name           | Fluoroform | Chloroform | Bromoform | Iodoform |
| Schmelzpunkt   | −155,2 °C  | −63 °C     | 9,2 °C    | 119 °C   |
| Siedepunkt     | −82,2 °C   | 61 °C      | 149,5 °C  | 218 °C   |
| Kalottenmodell |            |            |           |          |

Es sind von allen Halogenen die korrespondierenden Trihalogenmethane bekannt: Trifluormethan (Fluoroform), Trichlormethan (Chloroform), Tribrommethan (Bromoform), Triiodmethan (Iodoform).
Daneben gibt es zwei Gruppen gemischter Trihalogenmethane:
- vom Typ CHXY2, zum Beispiel Bromdichlormethan oder Dibromchlormethan.
- vom Typ CHXYZ, zum Beispiel Bromchlorfluormethan.

## Gewinnung
Chloroform kann durch radikalische Substitution von Methan gewonnen werden. Eine bekannte Methode zur Herstellung von Chloroform, Bromoform und Iodoform ist die Haloformreaktion.

## Auftreten bei der Wasseraufbereitung
Als Nebenprodukt der Desinfektion von Trinkwasser oder der Wasseraufbereitung im Schwimmbad mit Chlor oder Chlorbleichlauge bilden sich Trihalogenmethane. Gesundheitliche Bedeutung haben Trichlormethan, Bromdichlormethan, Dibromchlormethan und Tribrommethan. Für diese Stoffe sind Grenzwerte als Summenparameter (THM-Gehalt) festgelegt, deren Einhaltung analytisch überwacht werden muss.
Als Grenzwert für Trinkwasser gilt ein Wert von 0,05 mg/L im Verteilungsnetz und 0,01 mg/L am Ausgang des Wasserwerks. Wird der Grenzwert für THM überschritten, bietet sich eine Desinfektion mit Chlordioxid an, bei der praktisch keine Halogenierung auftritt.